# Epignoma sohii
Epignoma sohii är en insektsart som beskrevs av Einyu och M. Firoz Ahmed 1980. Epignoma sohii ingår i släktet Epignoma och familjen dvärgstritar.
Artens utbredningsområde är Uganda. Inga underarter finns listade i Catalogue of Life.